# Esquay-sur-Seulles
Esquay-sur-Seulles ist eine französische Gemeinde mit 292 Einwohnern (Stand: 1. Januar 2022) im Département Calvados in der Region Normandie (vor 2016 Basse-Normandie); sie gehört zum Arrondissement Bayeux und zum Kanton Bayeux. 

## Geographie
Esquay-sur-Seulles liegt etwa sechs Kilometer östlich von Bayeux am Fluss Seulles. Umgeben wird Esquay-sur-Seulles von den Nachbargemeinden Vienne-en-Bessin im Nordwesten und Norden, Saint-Gabriel-Brécy im Osten, Rucqueville im Südosten, Vieux-sur-Selles im Süden, Saint-Martin-des-Entrées im Südwesten sowie Saint-Vigor-le-Grand im Westen und Nordwesten.

## Bevölkerungsentwicklung
| Jahr                       | 1962 | 1968 | 1975 | 1982 | 1990 | 1999 | 2006 | 2019 |
| Einwohner                  | 242  | 258  | 260  | 278  | 303  | 339  | 345  | 283  |
| Quellen: Cassini und INSEE |      |      |      |      |      |      |      |      |

## Sehenswürdigkeiten
- Kirche Saint-Pantaléon aus dem 13. Jahrhundert, Monument historique seit 1926
- Schloss Esquay aus dem 17. Jahrhundert

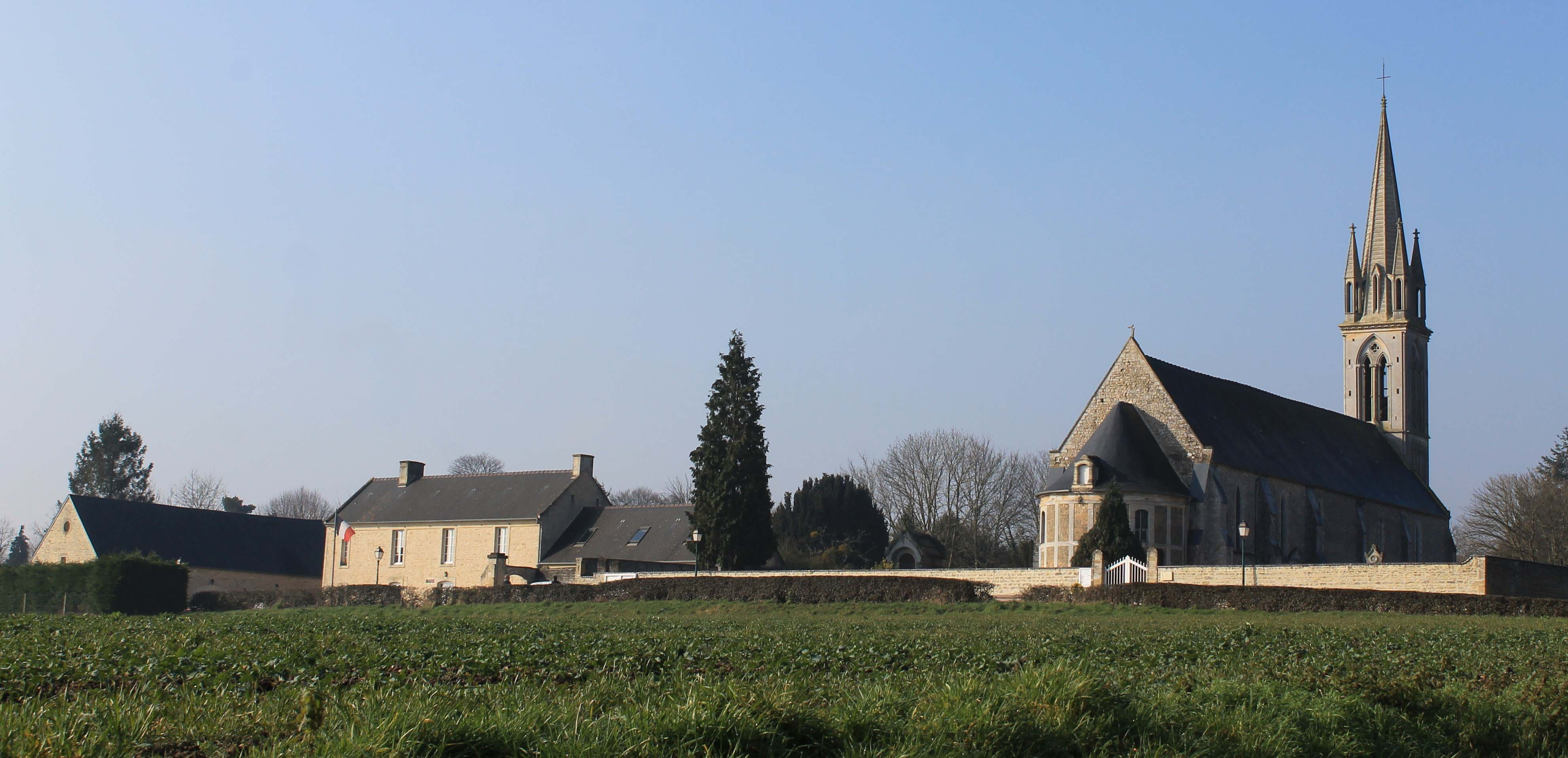
Kirche Saint-Pantaléon
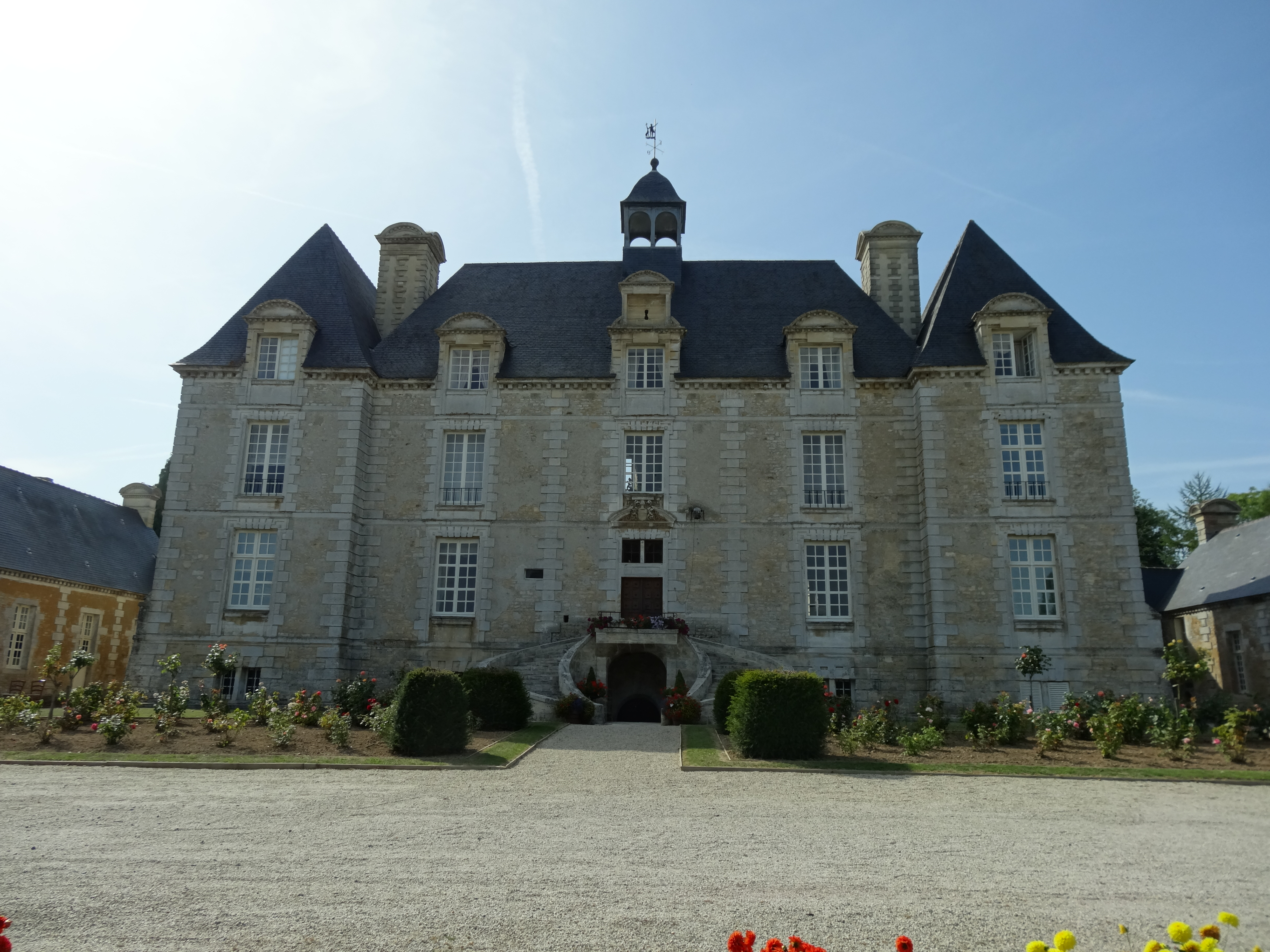
Schloss Esquay